# PSORS1C1
PSORS1C1 (англ. Psoriasis susceptibility 1 candidate 1) – білок, який кодується однойменним геном, розташованим у людей на 6-й хромосомі. Довжина поліпептидного ланцюга білка становить 152 амінокислот, а молекулярна маса — 16 580.
| 10         |  | 20         |  | 30         |  | 40         |  | 50         |
| ---------- |  | ---------- |  | ---------- |  | ---------- |  | ---------- |
| MTCTDQKSHS |  | QRALGTQTPA |  | LQGPQLLNTD |  | PSSEETRPPH |  | VNPDRLCHME |
| PANHFWHAGD |  | LQAMISKEFH |  | LAATQDDCRK |  | GRTQEDILVP |  | SSHPELFASV |
| LPMAPEEAAR |  | LQQPQPLPPP |  | SGIHLSASRT |  | LAPTLLYSSP |  | PSHSPFGLSS |
| LI         |  |            |  |            |  |            |  |            |

A: Аланін

C: Цистеїн

D: Аспарагінова кислота

E: Глутамінова кислота

F: Фенілаланін

G: Гліцин

H: Гістидин

I: Ізолейцин

K: Лізин

L: Лейцин

M: Метіонін

N: Аспарагін

P: Пролін

Q: Глутамін

R: Аргінін

S: Серин

T: Треонін

V: Валін

W: Триптофан

Задіяний у такому біологічному процесі, як альтернативний сплайсинг. 